# Prospero (botanica)
Prospero Salisb. è un genere di piante della famiglia delle Asparagacee (sottofamiglia Scilloideae).

## Tassonomia
Il genere comprende le seguenti specie:
- Prospero autumnale (L.) Speta
- Prospero battagliae Speta
- Prospero corsicum (Boullu) J.-M.Tison
- Prospero cudidaghense Firat & Yildirim
- Prospero depressum Speta
- Prospero elisae Speta
- Prospero fallax (Steinh.) Speta
- Prospero hanburyi (Baker) Speta
- Prospero hierae C.Brullo, Brullo, Giusso, Pavone & Salmeri
- Prospero hierapytnense Speta
- Prospero idaeum Speta
- Prospero minimum Speta
- Prospero obtusifolium (Poir.) Speta
- Prospero paratethycum Speta
- Prospero rhadamanthi Speta
- Prospero seisumsianum  (Rukans & Zetterl.) Yildirim
- Prospero talosii (Tzanoud. & Kypr.) Speta